# Ba Đình (Hanoi)
Ba Đình is een van de tien quận in Hanoi. De oppervlakte van de quận bedraagt 9,25 km² en de quận heeft ruim 228.000 inwoners.
In Ba Đình bevindt zich ook de dierentuin Thủ Lệpark, maar het is vooral bekend van het Mausoleum van Hồ Chí Minh op het Quảng trường Ba Đình. Op dit plein werd in 1945 de onafhankelijkheidsverklaring voorgelezen door Hồ Chí Minh.
De bestuurlijke indeling van Ba Đình bestaat uit de volgende phườngs:
- Phường Cống Vị
- Phường Điện Biên
- Phường Đội Cấn
- Phường Giảng Võ
- Phường Kim Mã
- Phường Liễu Giai
- Phường Ngọc Hà
- Phường Ngọc Khánh
- Phường Nguyễn Trung Trực
- Phường Phúc Xá
- Phường Quán Thánh
- Phường Thành Công
- Phường Trúc Bạch
- Phường Vĩnh Phúc